# Benet Joanet Jiménez
Benet Joanet Jiménez   (Esplugues de Llobregat, 15 de setembre de 1935 - Alacant, 22 de març de 2020), també referenciat com Benito Juanet, fou un futbolista i entrenador de futbol català.

## Trajectòria esportiva
Va néixer a Esplugues de Llobregat el 15 de setembre de 1935. Jugava a la posició de porter. Es formà al futbol base del CD Sarrià, el Tres Torres i el San Francisco, antes d'ingressar a l'equip juvenil del Reial Club Deportiu Espanyol. Fou campió del món juvenil amb la selecció espanyola l'any 1954 a Alemanya al costat d'homes com Olivella o Rodri. Debutà amb el primer equip de l'Espanyol a primera divisió el 20 de març de 1955 davant l'Atlètic de Madrid. Després fou cedit al CE Europa, jugà dues temporades amb el Saragossa, retornà a l'Espanyol, tornà a l'Europa i penjà les botes al Deportivo de La Coruña.
Com a entrenador començà la seva trajectòria al Fabril (filial del Deportivo de La Corunya) i com a segon entrenador al costat d'Arsenio Iglesias. Després dirigí clubs com l'Hèrcules CF, el CE Castelló, el Cadis CF, amb el qual aconseguí l'ascens a primera divisió, el RCD Espanyol, 1989-1990 on fou destituït a mitja temporada, CD Tenerife, on aconseguí un nou ascens a primera, RCD Mallorca i UD Salamanca.
Un cop retirat fixà la seva residència a Alacant. El març de 2020 patí un ictus i el 22 del mateix mes va morir, víctima de la pandèmia per coronavirus de 2019-2020.

## Clubs a primera divisió
Com a jugador
- RCD Espanyol: 1959-64 (41 partits)
- RC Deportivo: 1966-70 (72 partits)